# Béatrix Dussane
Béatrix Dussane, pseudonimo di Béatrice Dussan (Parigi, 9 marzo 1888 – Parigi, 3 marzo 1969), è stata un'attrice francese.

## Biografia
Appassionata di teatro, Béatrix Dussane frequentò il Conservatoire national supérieur d'art dramatique. Nata Dussan, aggiunse una "e" al suo cognome per imitare la grande attrice dell'epoca Réjane. Il 22 luglio 1903 fu assunta da Jules Claretie, amministratore della Comédie-Française. Il 23 settembre debuttò in Il malato immaginario. Nominata membro nel 1922, ha fatto parte del consiglio di amministrazione dal 1935 al 1942. Quindi rimase alla Comédie fino al 1942, recitando sempre con successo prima parti di servetta o successivamente di caratterista.
Si ammirava moltissimo il suo straordinario brio e la sua perfetta dizione.
Una volta ritirata dal palcoscenico si è dedicata a varie attività: dal critico teatrale, al conferenziere, all'insegnante al Conservatorio, dove ebbe come allievi, tra gli altri, Sophie Desmarets, Robert Hirsch, Michel Bouquet, Maria Casarès, Denise Gence, Serge Reggiani, Daniel Gélin, Gérard Oury, Michel Le Royer, Alice Sapritch, Gilles Claude Thierrault e molti altri.
Inoltre fu autrice di piacevoli e ordinati volumetti di divulgazione teatrale, riguardanti Molière, la Comédie, Jean Racine e altre attrici del passato, collaborando anche con varie riviste, come Revue française, La Revue Universelle, Le Journal de la femme, La Revue Weekaire, Le Journal e Le Mercure de France.

## Teatro

### Comédie-Française

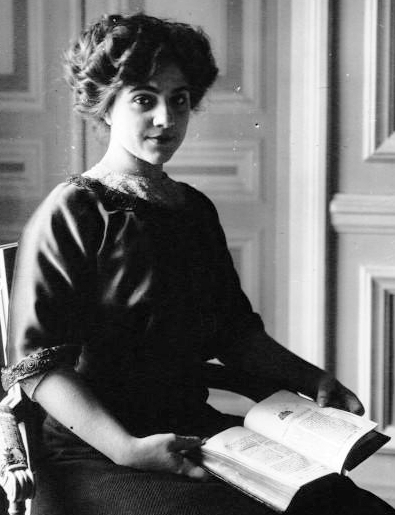
Béatrix Dussane nel 1910

- Il malato immaginario di Molière (1903);
- Le preziose ridicole di Molière (1903);
- Don Quichotte di Miguel de Cervantes (1905);
- Les Folies amoureuses di Jean-François Regnard (1905);
- Le Prétexte di Daniel Riche (1906);
- La Courtisane d'André Arnyvelde (1906);
- Les Mouettes di Paul Adam (1906);
- L'Étincelle d'Édouard Pailleron (1907);
- L'Amour veille di Robert de Flers e Gaston de Caillavet (1907);
- Le Bon roi Dagobert d'André Rivoire (1908);
- La Robe rouge d'Eugène Brieux (1909);
- Comme ils sont tous d'Adolphe Aderer e Armand Éphraïm (1910);
- La scuola dei mariti di Molière (1911);
- Sapho d'Alphonse Daudet e Adolphe Belot (1912);
- Pel di carota di Jules Renard (1912);
- Le Prince charmant di Tristan Bernard (1914);
- Romeo e Giulietta di William Shakespeare (1920);
- La scuola dei mariti di Molière (1921);
- La Coupe enchantée di Jean de La Fontaine e Champmeslé (1921);
- Il signor di Pourceaugnac di Molière (1921);
- La Contessa d'Escarbagnas di Molière (1922);
- Le furberie di Scapino di Molière (1922);
- Vautrin di Honoré de Balzac (1922);
- Jean de La Fontaine di Louis Geandreau e Léon Guillot de Saix (1923);
- La scuola delle mogli di Molière (1924);
- Je suis trop grand pour moi di Jean Sarment (1924);
- Carmosine d'Alfred de Musset (1926);
- Le Quatrième di Martial Piéchaud (1928);
- Monsieur Vernet di Jules Renard (1933);
- Madame Quinze di Jean Sarment (1935);
- Le intellettuali di Molière (1936);
- Le Voyage à Biarritz di Jean Sarment (1936);
- Les affaires sont les affaires d'Octave Mirbeau (1937);
- Il misantropo di Molière (1941).